# 小行星2037
小行星2037（2037 Tripaxeptalis）是一颗围绕太阳公转的小行星。1973年10月25日，保羅·維爾特在齐美尔瓦尔德发现了此天体。
該小行星以三倍小行星679（Pax）與七倍小行星291（Alice）的組合命名。
这颗小行星的绝对星等为346.0951158432616等。